# SN 2009ny
SN 2009ny – supernowa typu Ib odkryta 20 października 2009 roku w galaktyce A221123-0912. W momencie odkrycia miała maksymalną jasność 18,20m.